# فهرست ستاره‌شناسان خاورمیانه
- ابن رحیق
- ابوریحان بیرونی
- عبدالرحمان صوفی
- شیخ بهایی
- مولانا عبدالعلی بیرجندی
- احمد بن کثیر فرغانی
- ابو سعید گرگانی
- ابپالفضل هروی
- عمر خیام
- محمد خوارزمی
- ابو محمود خجندی
- حبش حاسب
- نوبخت اهوازی
- ابن هیثم
- ابن طفیل
- احمد بنو موسی
- محمد بنو موسی
- حسن بنو موسی
- احمد نهاوندی
- ابو حامد احمد بن محمد ساجانی
- شمس الدین سمرقندی
- الغ‌بیگ
- قطب‌الدین شیرازی